# Rakotovelo
Rakotovelo est un homme politique malgache né le 1er mars 1904 à Ambatofinandrahana et mort le 10 juillet 1973 à Tananarive.

## Biographie
Rakotovelo est élu député de Madagascar de la IIIe législature de la Quatrième République (1956-1959). Son mandat est prolongé jusqu'au 15 juillet 1959 pendant de la Ire législature de la Cinquième République au titre de la représentation provisoire des anciens territoires d'outre-mer.